# Crkva sv. Ante u Sućurju
Crkva sv. Ante nalazi se u Sućurju na Hvaru.

## Opis
U predjelu Donja Banda sagrađena je 1663. godine crkva sv. Ante, na položaju gdje su ranije postojale dvije kapele posvećene sv. Križu, odnosno Gospi od Ruzarija. Jednobrodna crkva ima prelomljeni svod i apsidu kvadratičnog tlocrta. Crkva je građena manjim, priklesanim kamenjem, a krov je pokriven kamenom pločom. Na glavnom pročelju je portal na čijem je nadvratniku uklesan natpis s godinom izgradnje i mala rozeta obrubljena motivom ovula, koju datiramo u 15-16. stoljeće, pa je mogla pripadati ranijoj crkvi. U zabatu je kamena trodijelna preslica baroknog oblikovanja, izgrađena na prijelazu iz 17-18. stoljeće.

## Zaštita
Pod oznakom Z-4996 zavedena je kao nepokretno kulturno dobro - pojedinačno, pravna statusa zaštićena kulturnog dobra, klasificirano kao "sakralna graditeljska baština".